# SA-601
La SA-601 es una carretera autonómica que une la localidad de Pedrosillo el Ralo con la carretera  N-630 , en la provincia de Salamanca, España.
Pertenece a la Red Complementaria Local de la Junta de Castilla y León. Pasa por las localidades salmantinas de La Vellés y Palencia de Negrilla.

## Recorrido
La carretera  SA-601  tiene su origen en Pedrosillo el Ralo en la intersección con las carreteras  N-620  y  DSA-660  y termina en la intersección con la carretera  N-630  en el término municipal de Valdunciel formando parte de la Red de carreteras de Salamanca.
| Pedrosillo el Ralo (Intersección con /) - Valdunciel (Intersección con ) | Pedrosillo el Ralo (Intersección con /) - Valdunciel (Intersección con ) | Pedrosillo el Ralo (Intersección con /) - Valdunciel (Intersección con ) | Pedrosillo el Ralo (Intersección con /) - Valdunciel (Intersección con ) | Pedrosillo el Ralo (Intersección con /) - Valdunciel (Intersección con ) | Pedrosillo el Ralo (Intersección con /) - Valdunciel (Intersección con ) | Pedrosillo el Ralo (Intersección con /) - Valdunciel (Intersección con ) | Pedrosillo el Ralo (Intersección con /) - Valdunciel (Intersección con ) | Pedrosillo el Ralo (Intersección con /) - Valdunciel (Intersección con ) | Pedrosillo el Ralo (Intersección con /) - Valdunciel (Intersección con ) | Pedrosillo el Ralo (Intersección con /) - Valdunciel (Intersección con ) |
| Esquema                                                                  | PK                                                                       | Sentido Valdunciel                                                       | Sentido Valdunciel                                                       | Sentido Valdunciel                                                       | Sentido Valdunciel                                                       | Sentido Pedrosillo el Ralo                                               | Sentido Pedrosillo el Ralo                                               | Sentido Pedrosillo el Ralo                                               | Sentido Pedrosillo el Ralo                                               | Incidencias                                                              |
| Esquema                                                                  | PK                                                                       | Velocidad                                                                | Elemento                                                                 | Salida                                                                   | Salida                                                                   | Salida                                                                   | Salida                                                                   | Elemento                                                                 | Velocidad                                                                | Incidencias                                                              |
| Esquema                                                                  | PK                                                                       | Velocidad                                                                | Elemento                                                                 | Dir.                                                                     | Nombre                                                                   | Nombre                                                                   | Dir.                                                                     | Elemento                                                                 | Velocidad                                                                | Incidencias                                                              |
| ------------------------------------------------------------------------ | ------------------------------------------------------------------------ | ------------------------------------------------------------------------ | ------------------------------------------------------------------------ | ------------------------------------------------------------------------ | ------------------------------------------------------------------------ | ------------------------------------------------------------------------ | ------------------------------------------------------------------------ | ------------------------------------------------------------------------ | ------------------------------------------------------------------------ | ------------------------------------------------------------------------ |
|                                                                          | 0,0                                                                      |                                                                          |                                                                          |                                                                          | Castellanos de Moriscos                                                  | Castellanos de Moriscos                                                  |                                                                          |                                                                          |                                                                          |                                                                          |
|                                                                          | 0,0                                                                      | Gomecello Todas direcciones                                              |                                                                          |                                                                          |                                                                          |                                                                          |                                                                          |                                                                          |                                                                          |                                                                          |
|                                                                          | 0,0                                                                      | Pajares de la Laguna                                                     |                                                                          |                                                                          |                                                                          |                                                                          |                                                                          |                                                                          |                                                                          |                                                                          |
|                                                                          | 0,4                                                                      |                                                                          |                                                                          | PEDROSILLO EL RALO                                                       | PEDROSILLO EL RALO                                                       | PEDROSILLO EL RALO                                                       | PEDROSILLO EL RALO                                                       |                                                                          |                                                                          |                                                                          |
|                                                                          | 2,0                                                                      |                                                                          |                                                                          | LA VELLES                                                                | LA VELLES                                                                | LA VELLES                                                                | LA VELLES                                                                |                                                                          |                                                                          |                                                                          |
|                                                                          | 2,8                                                                      |                                                                          |                                                                          |                                                                          | Aldeanueva de Figueroa Fuentesaúco                                       | Aldeanueva de Figueroa Fuentesaúco                                       |                                                                          |                                                                          |                                                                          |                                                                          |
|                                                                          | 2,8                                                                      | San Cristóbal de la Cuesta Salamanca                                     |                                                                          |                                                                          |                                                                          |                                                                          |                                                                          |                                                                          |                                                                          |                                                                          |
|                                                                          | 2,9                                                                      |                                                                          |                                                                          | LA VELLES                                                                | LA VELLES                                                                | LA VELLES                                                                | LA VELLES                                                                |                                                                          |                                                                          |                                                                          |
|                                                                          | 5,5                                                                      |                                                                          |                                                                          | Negrilla de Palencia                                                     | Negrilla de Palencia                                                     | Negrilla de Palencia                                                     | Negrilla de Palencia                                                     |                                                                          |                                                                          |                                                                          |
|                                                                          | 5,7                                                                      |                                                                          |                                                                          | PALENCIA DE NEGRILLA                                                     | PALENCIA DE NEGRILLA                                                     | PALENCIA DE NEGRILLA                                                     | PALENCIA DE NEGRILLA                                                     |                                                                          |                                                                          |                                                                          |
|                                                                          | 6,2                                                                      |                                                                          |                                                                          | Carbajosa de Armuña                                                      | Carbajosa de Armuña                                                      | Carbajosa de Armuña                                                      | Carbajosa de Armuña                                                      |                                                                          |                                                                          |                                                                          |
|                                                                          | 6,3                                                                      |                                                                          |                                                                          | PALENCIA DE NEGRILLA                                                     | PALENCIA DE NEGRILLA                                                     | PALENCIA DE NEGRILLA                                                     | PALENCIA DE NEGRILLA                                                     |                                                                          |                                                                          |                                                                          |
|                                                                          | 6,6                                                                      |                                                                          |                                                                          | Topas                                                                    | Topas                                                                    | Topas                                                                    | Topas                                                                    |                                                                          |                                                                          |                                                                          |
|                                                                          | 14,5                                                                     |                                                                          |                                                                          | Topas                                                                    | Topas                                                                    | Topas                                                                    | Topas                                                                    |                                                                          |                                                                          |                                                                          |
|                                                                          | 15,325                                                                   |                                                                          |                                                                          |                                                                          | El Cubo de Tierra del Vino                                               | El Cubo de Tierra del Vino                                               |                                                                          |                                                                          |                                                                          |                                                                          |
|                                                                          | 15,325                                                                   | Calzada de Valdunciel Todas direcciones                                  |                                                                          |                                                                          |                                                                          |                                                                          |                                                                          |                                                                          |                                                                          |                                                                          |